# Cuisine kazakhe

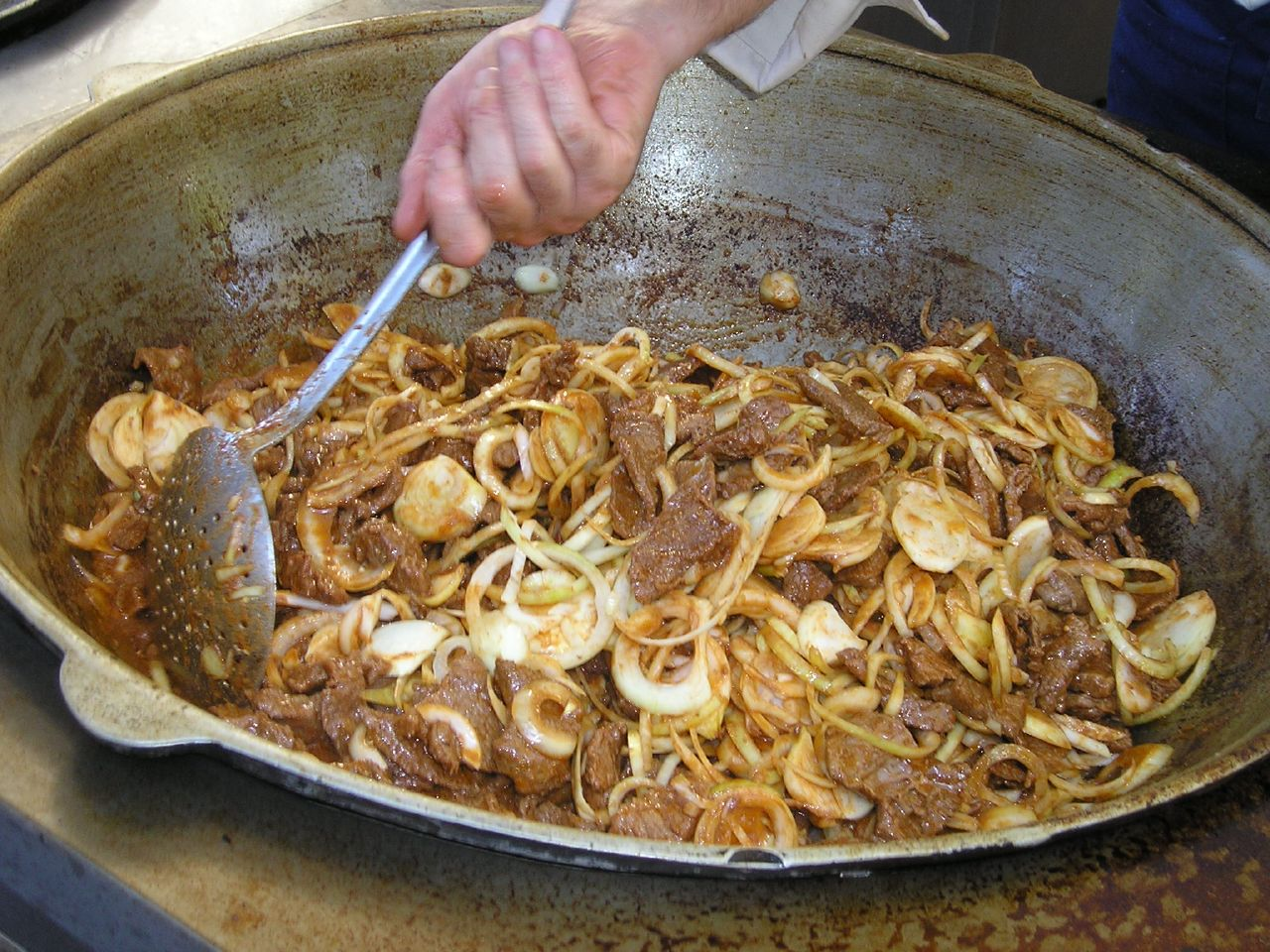
Le kuurdak.

La cuisine du Kazakhstan est fondée traditionnellement sur les viandes de mouton et de cheval et sur les produits laitiers.

## Nomadisme et cuisine
Pendant des centaines d'années, le peuple kazakh était principalement composé de bergers nomades qui utilisaient les moutons, chevaux et chameaux pour leurs besoins en nourriture, vêtement et pour se mouvoir. La plupart des techniques de cuisine ont donc été fortement influencées par ce mode de vie nomade. Par exemple, la majorité des techniques de cuisson sont destinées à la conservation des aliments à long terme.
Les techniques de salaison et de séchage de la viande sont bien développées. Le lait aigre est préféré au lait normal car mieux adapté à un mode de vie nomade.
La viande, sous diverses formes, est l'ingrédient de base de la cuisine kazakhe, et le mode de cuisson favori est l’ébullition. Le cheval et le mouton sont les viandes les plus utilisées, sous forme de larges morceaux bouillis. Les Kazakhs se soucient énormément des chevaux destinés à l'abattage en les séparant des autres animaux et en les nourrissant tellement qu'ils deviennent gros et ont des difficultés à se déplacer.

## Plats communs et traditionnels

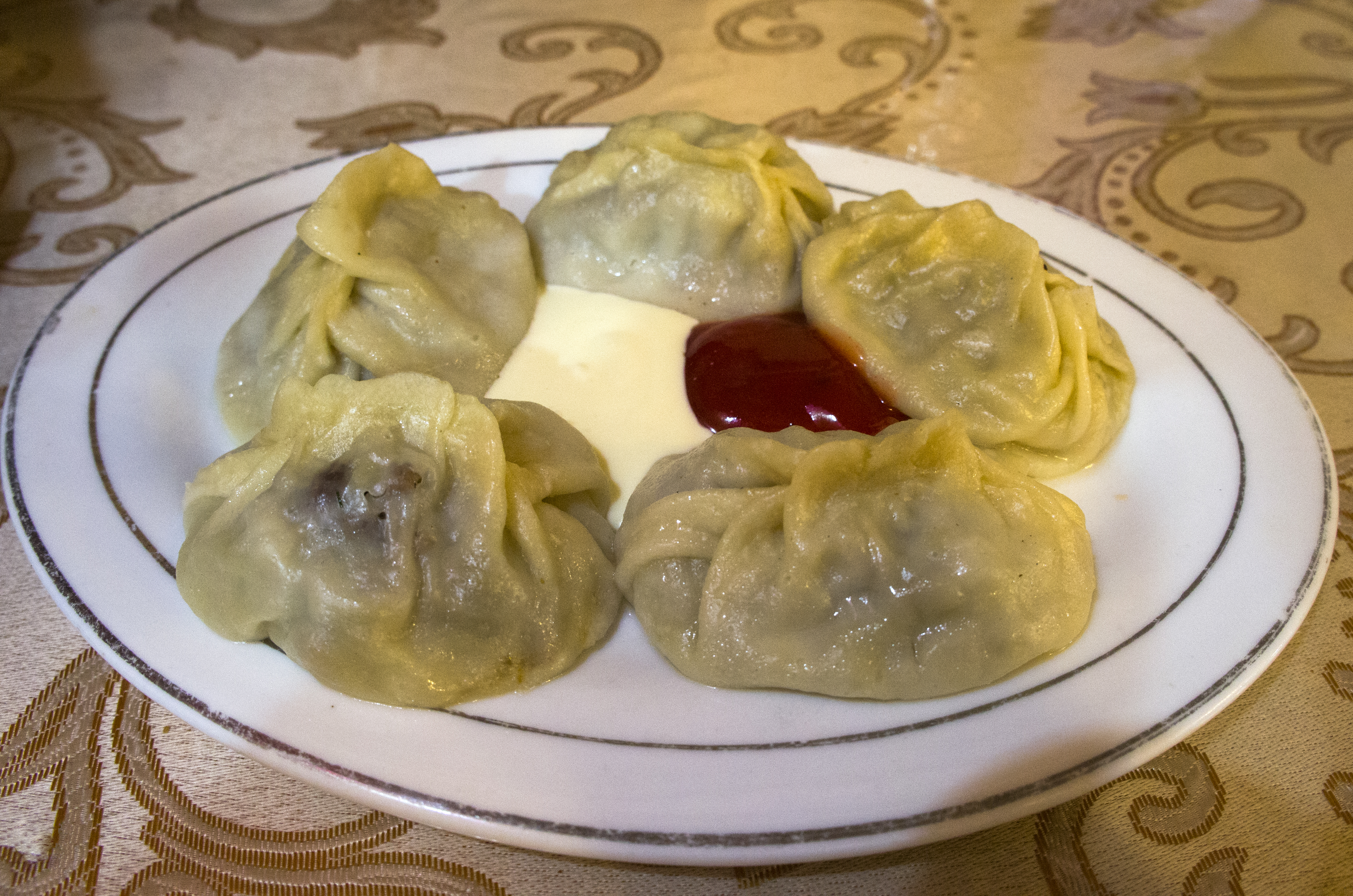
Manti.

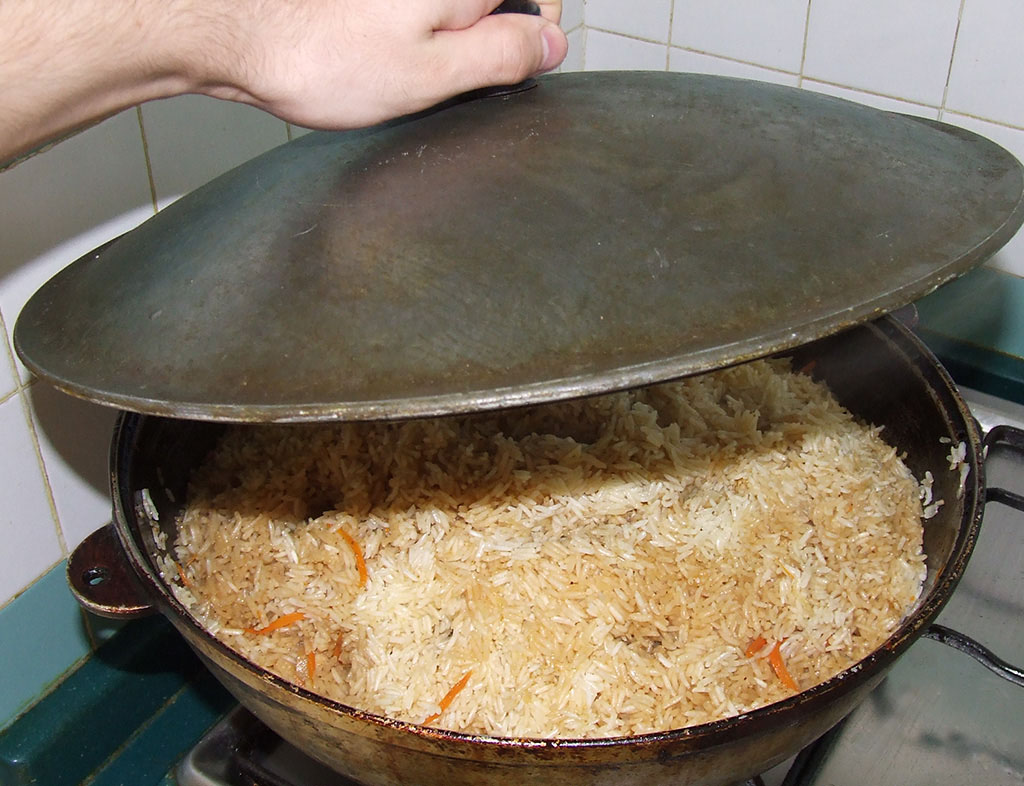
Pilaf préparé dans un kazan.

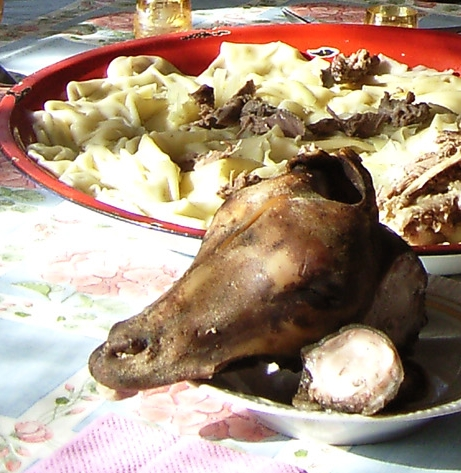
Besbarmak.

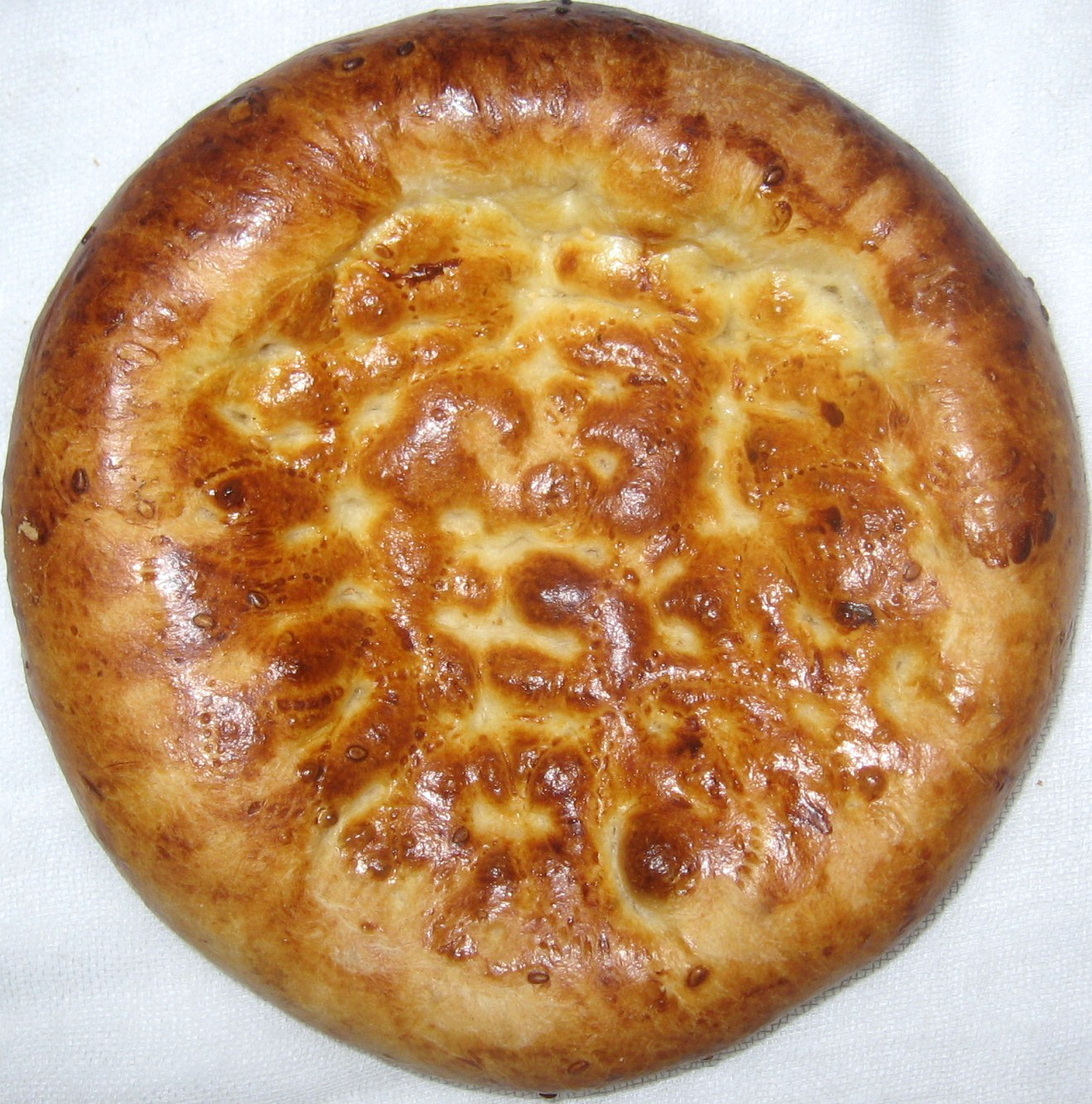
Tandyr nan.

### Viandes
- Le kuirdak (Қуырдақ) ou kuurdak est un plat d'abats rôtis de cheval, de mouton, de vache, parmi lesquels le cœur, le foie, les reins et autres organes, coupés et servis avec des oignons et des poivrons)[4].
- Le besbarmak, plat constitué de viande de cheval ou de mouton bouillie, est le plat kazakh le plus populaire. Il est appelé « plat national » par les Kazakhs. Il existe aussi en version bœuf ou poulet. On retrouve aussi ce plat dans les mariages (agneau / mouton avec le crâne). Beshbarmak veut dire « cinq doigts », ce qui fait référence à la façon dont il est mangé. Les morceaux de viande sont cuits et servis aux invités qui sont placés selon leur ordre d'importance. Le besbarmak est généralement servi avec des pâtes bouillies, des oignons blanchis, des pommes de terre et un bouillon de viande appelé sorpa, et est traditionnellement servi dans des bols kazakhs appelés kese (en)[5].
- Le kazy est une saucisse de côte.
- La karta une saucisse de poitrine.
- Le jal est du lard fumé à base de cou de cheval. Le jal est la couche de graisse sous la crinière du cheval et on ne le sert que pour les invités honorés car c'est un ingrédient très rare.
- Le zhaya est de la viande de la hanche du cheval et de la cuisse de cheval salée et fumée[6].
- Le pilaf (palaw) est à base de viande frite avec des carottes, des oignons ou de l'ail et cuite avec du riz.
- Le soudjouk est une saucisse de viande de cheval hachée finement.
- Le baursak est fait de boules de pâte frites.
- Le chelpek est une galette de pâte frite[7].
- Le manti est un plat kazakh très populaire. C'est une raviole faite d'un mélange de viande hachée d'agneau et de mouton (ou de bœuf) assaisonnée de poivre noir. Les manti sont cuits à la vapeur et servis couverts de beurre, de crème sure ou de sauce à l'oignon.
- Kylmai est une autre sorte de saucisse.
- L'ak sorpa est un bouillon blanc fait à l'automne. C'est un plat spécial pour les hommes riches.
- Kuiryk-bauyr est un plat de repas de mariage. Il est fabriqué à partir de viande finement émincée bouillie, de lait aigre et de bouillon salé[3].

### Pains
- Le tandyr nan est un pain traditionnel cuit dans un four tandoor. Il est populaire dans les villes de la route de la soie.
- Le kuimak, le kattama et l'oima sont des gâteaux plats feuilletés frits à l'huile et couverts de crème.

### Produits laitiers
- Le sut est du lait bouilli.
- Kaimak est une crème sure de lait bouilli que l'on sert parfois avec du thé.
- Sary mai est un beurre fait de vieux lait, souvent dans un sac de cuir.
- Qurt est préparé en pressant de la crème sure épaisse, ensuite séché.
- Irimzhik est un fromage frais préparé au printemps à partir de lait entier et de crème sure.
- Suzbe et katyk sont faits de lait caillé.
- Koryktyk  est la nourriture d'un berger, à base de lait épaissi dans la steppe.
- Airan est un lait caillé utilisé en hiver et en été.
- Chalgam (en) est une salade de radis,
- Shubat et koumis sont des laits de chamelle ou de jument fermentés considérés comme bons pour la santé[3].

## Boissons
Les boissons traditionnelles sont le lait de jument fermenté (koumis), le lait de chamelle (chubat), le lait de vache (airan), et le lait de chèvre ainsi que leurs produits kajmak, qatik, qurt et l'irimshik.
Ces boissons étaient traditionnellement consommées avec le plat principal. Cependant les repas se terminent souvent avec du koumis et du thé.
L'été, le chal, lait de chamelle fermenté, est l'une des boissons favorites des Adaï kazakhs.
Le thé noir introduit de Chine après l'établissement de la route de la soie était traditionnellement bu au dessert. De nos jours, le thé au lait a pratiquement remplacé les autres boissons.

## Chaînes au Kazakhstan
Différentes cuisines internationales sont disponibles dans les villes kazakhes. AB Restaurants, détenu par Askar Baitassov, est le plus grand groupe de restauration du pays.

## Galerie

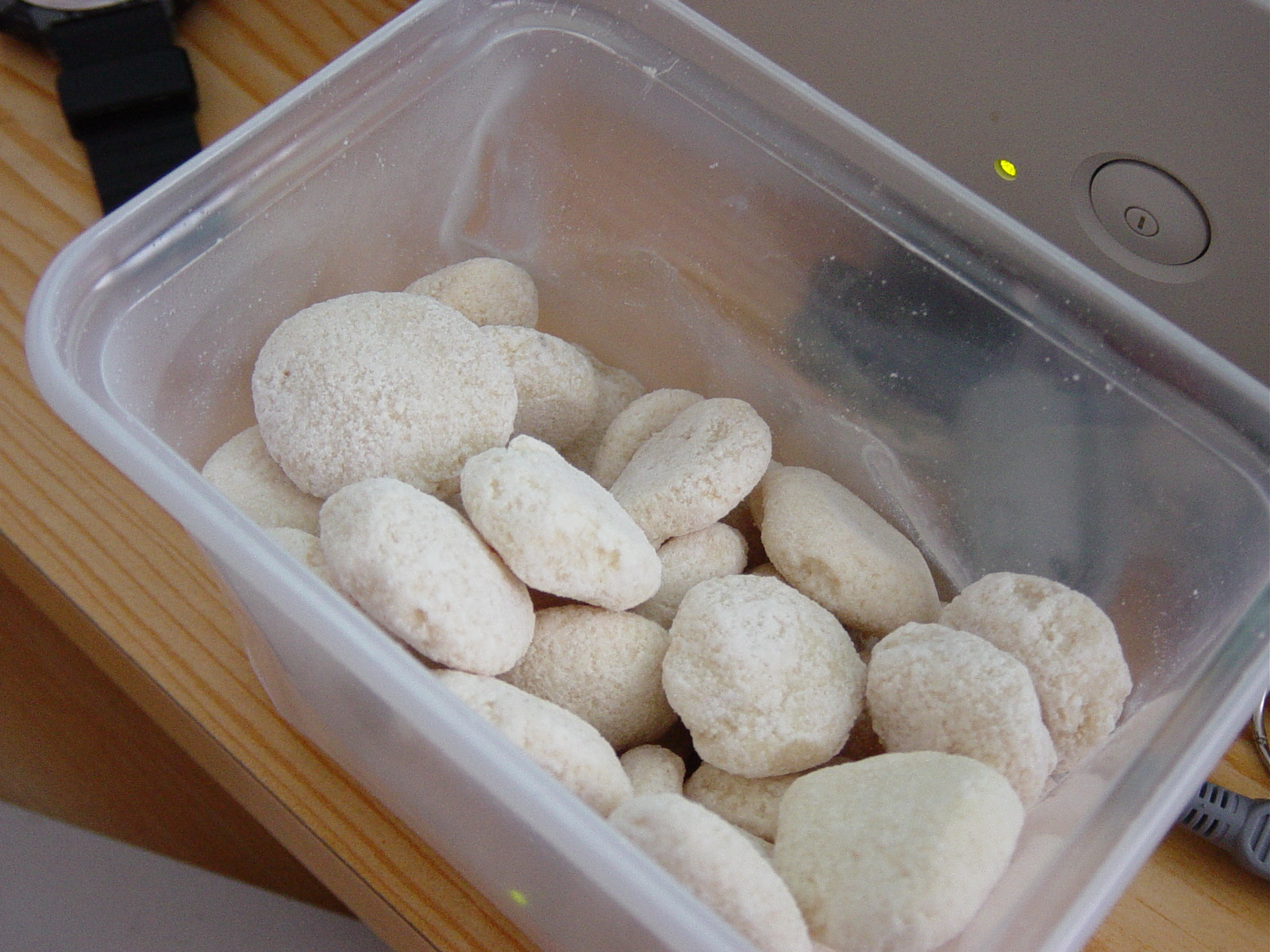
Qurt.
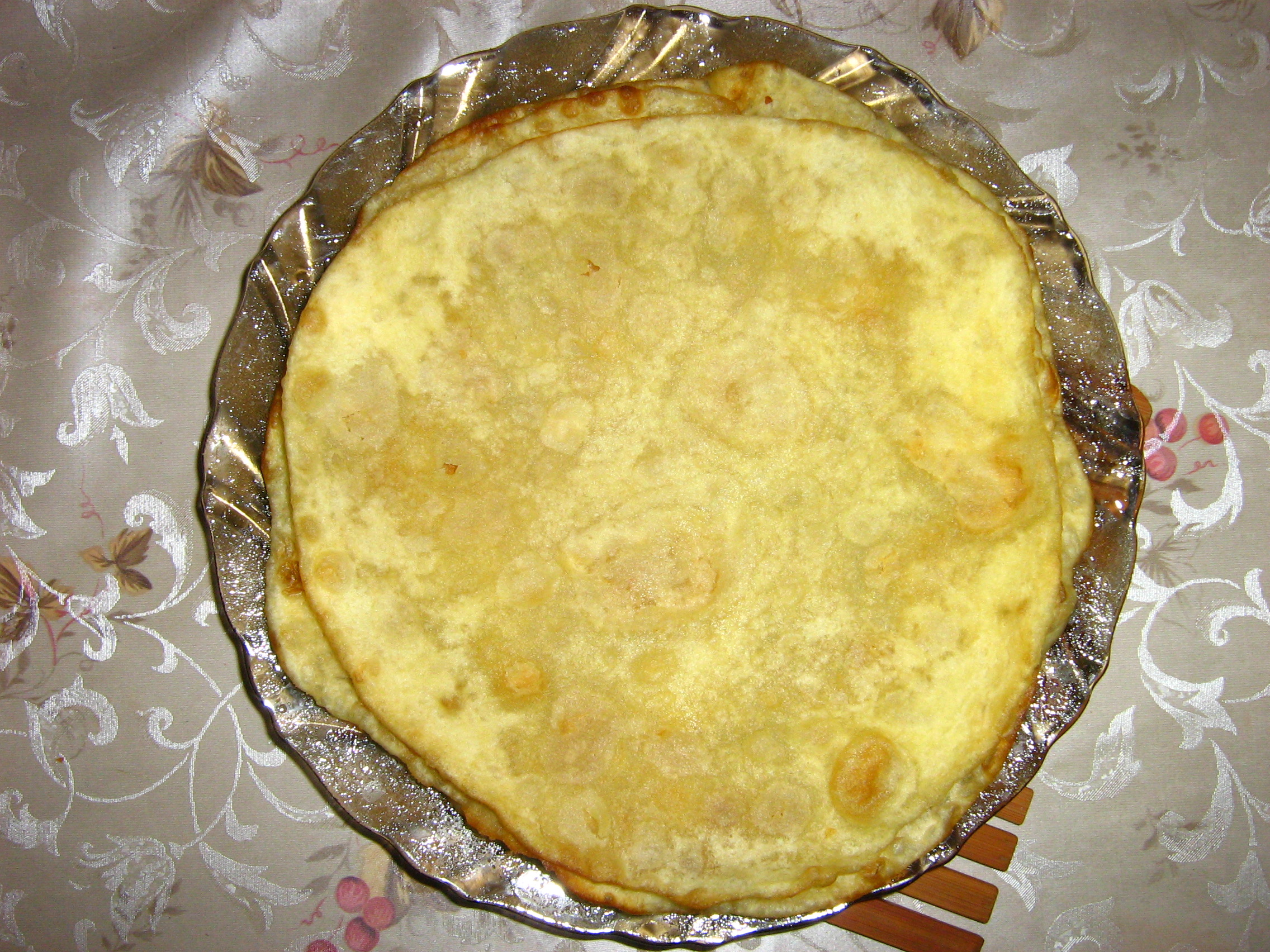
Shelpek.
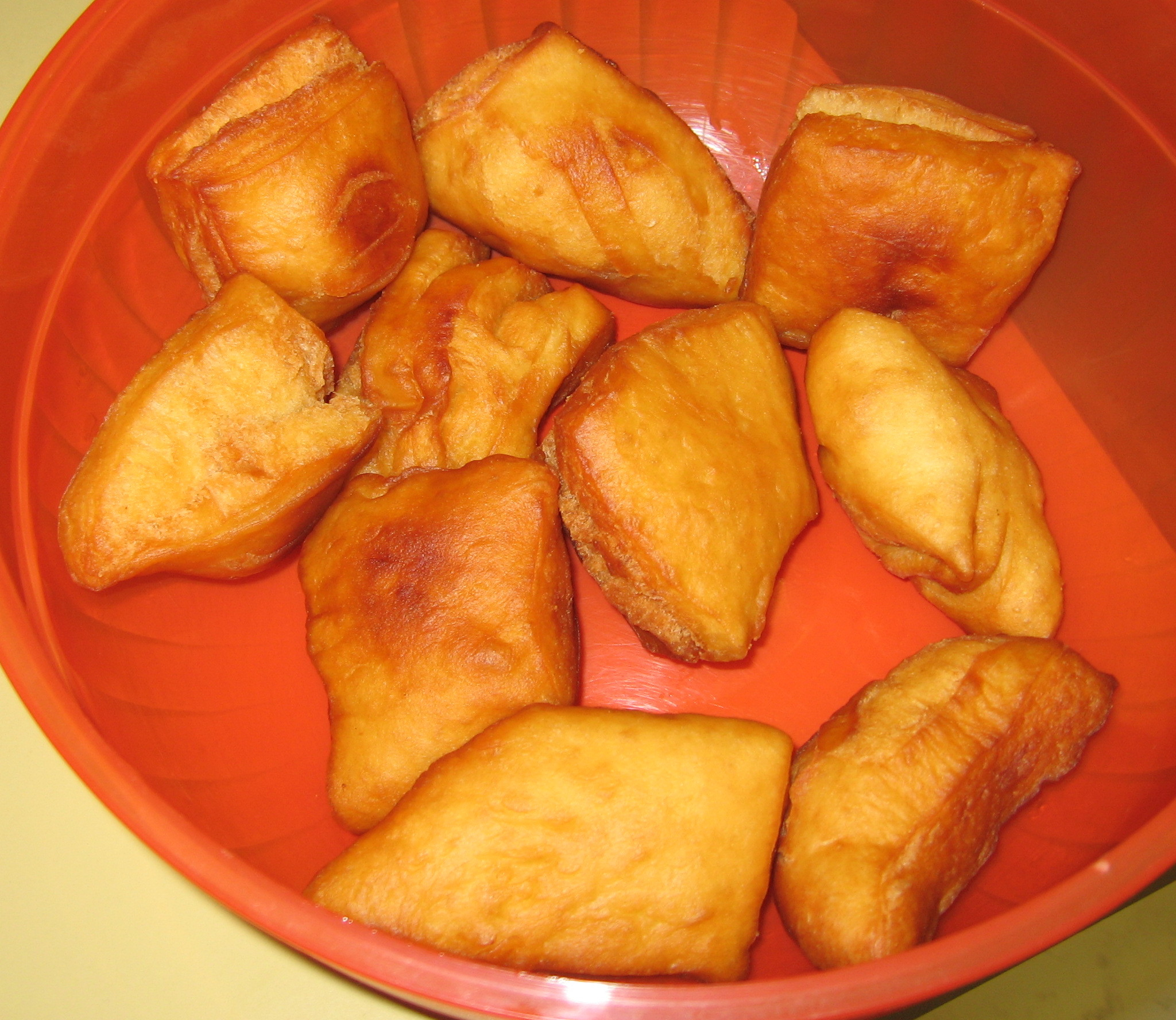
Baursak.